# Regelinsolvenz
Die Regelinsolvenz bzw. das Regelinsolvenzverfahren, oft auch IN-Verfahren genannt, ist das allgemeine Insolvenzverfahren des deutschen Rechts. Es kommt nach der Insolvenzordnung (InsO) zur Anwendung, wenn kein besonderes Verfahren vorgesehen ist. Besondere Verfahren sind beispielsweise das Verbraucherinsolvenzverfahren oder das Nachlassinsolvenzverfahren, für die ergänzende Vorschriften gelten (vgl. § 304 Abs. 1 S. 1  und § 315 InsO).

## Erstreckung auf Selbständige und Freiberufler
Mit der Gesetzesänderung zum 1. Dezember 2001 wurde Selbständigen und ehemaligen Selbständigen mit unübersichtlichen Vermögensverhältnissen (mehr als 19 Gläubiger) der Weg zu einem Regelinsolvenzverfahren eröffnet. Damit wurde die Möglichkeit geschaffen, das Insolvenzverfahren auch für eine Ordnung der Vermögensverhältnisse natürlicher Personen in Anspruch zu nehmen. Eine die Kosten des Verfahrens deckende Masse muss seitdem nicht mehr vorhanden sein, weil die Möglichkeit besteht, die Stundung der Verfahrenskosten zu beantragen. Diese Regelung ermöglicht es in der Praxis jedem Selbständigen, seine Tätigkeit trotz Insolvenz oder Überschuldung fortzusetzen. Der Gesetzgeber hat damit der Erkenntnis Rechnung getragen, dass kleine und mittelständische Selbständige nach Einstellung der Tätigkeit sehr selten erfolgreich wieder in den Arbeitsmarkt integriert werden können. Die Möglichkeit, nach Eröffnung des Insolvenzverfahrens die selbständige Tätigkeit fortzusetzen, erhöht vielmehr die Chancen der Gläubiger, zumindest eine teilweise Befriedigung ihrer Forderungen erlangen zu können.
Zusammenfassend ist festzustellen, dass die deutsche Rechtsordnung für selbständige Gewerbetreibende und Freiberufler, die trotz redlichen Verhaltens in finanzielle Schwierigkeiten geraten sind, einen Lösungsweg bereithält, der dem Schutz der Menschenwürde insoweit Rechnung trägt, als der natürlichen Person ebenfalls die Inanspruchnahme eines Verfahrens ermöglicht wird, sich von ihren Schulden zu befreien (siehe Restschuldbefreiung) und die juristischen Personen hierin nicht mehr besserstellt.